# 沙尔克04足球俱乐部
盖尔森基兴-沙尔克04足球俱乐部是一家位于德国西部北莱茵-威斯特法伦的盖尔森基兴沙尔克地区的足球俱乐部，成立於1904年5月4日，目前在德國足球乙級聯賽比賽，由于盖尔森基兴曾经是欧洲采煤中心，因而該足球俱樂部被称为“矿工”。主场为可容納62,271人的維爾廷斯球場。
在1933年至1942年之间，沙尔克04闯进20次联赛和杯赛的14次决赛，即每年最少晋級一项决赛，取得6次联赛及一次杯赛冠军，是当時德国的最佳球队。1963年德甲成立，沙尔克04是创始成员之一。

## 历史
沙尔克04的前身是于1904年成立的威斯特法倫1904沙尔克俱乐部（Sportclub Westfalia 1904 Schalke），队名的来历是一座叫做“沙尔克”的矿井。因為盖尔森基兴是煤矿城市，所以成员都是煤矿工人。1924年改名为沙尔克04足球俱乐部（FC Schalke 04）；5年后的1929年因获得盖尔森基兴市的财政协助而兴建新球场，更名為盖尔森基兴沙尔克04足球俱乐部（FC Gelsenkirchen-Schalke 04）。

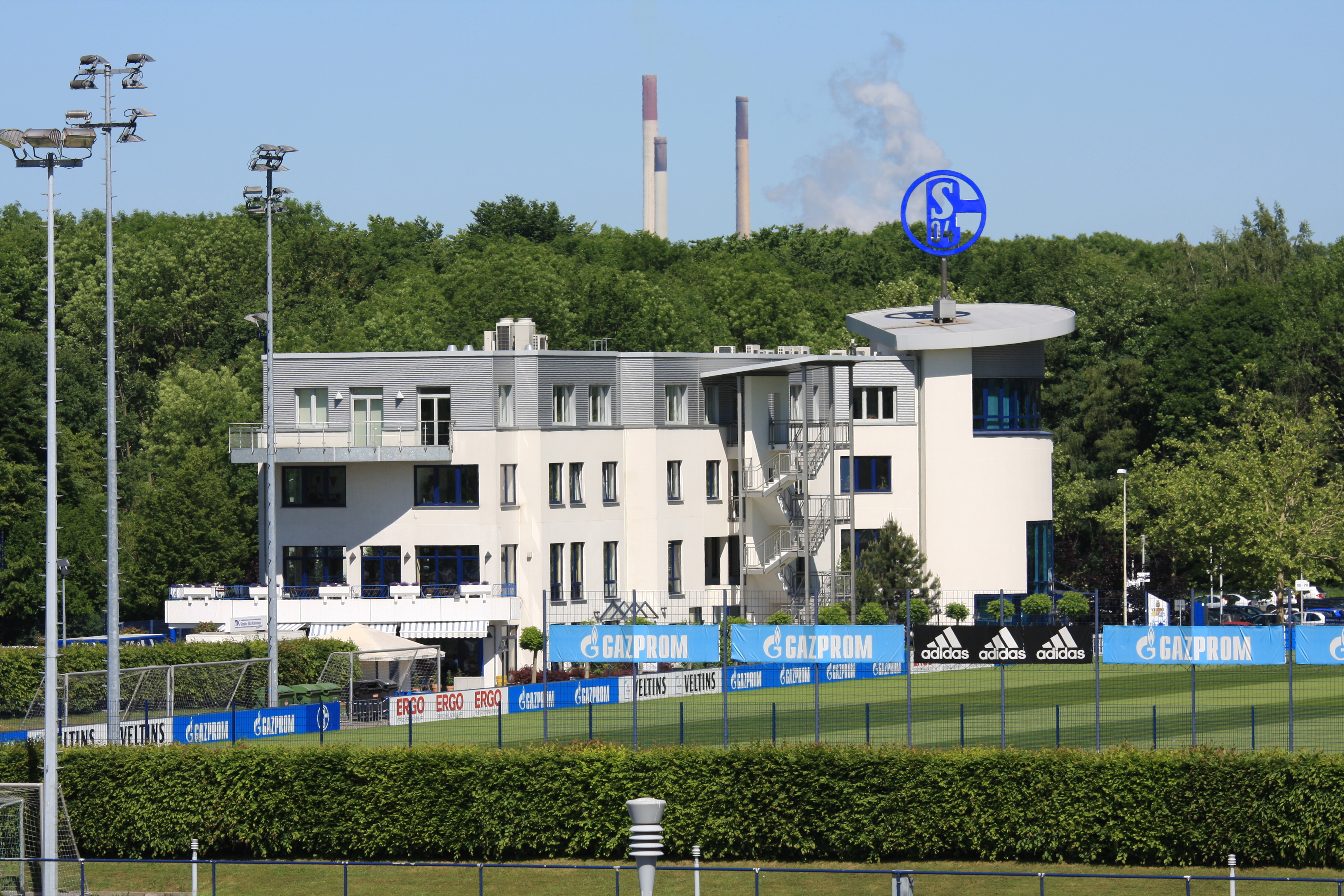
沙尔克04总部

当时未成立德甲，联赛是德国锦标赛。沙尔克04在1934年首度奪得联赛冠军；1937年沙尔克04赢得了首个德国盃冠军。此後至1958年，沙尔克04一共赢得了17次德国锦标赛冠军。
沙尔克04是1963年德甲成立时的创始成员，但由于实力所限，多年來沙尔克04都未曾赢得德甲联赛冠军。1972年德国盃是沙尔克04当时之唯一錦標。自1981年至1991年，沙尔克曾三度降至德乙。至2001年和2002年兩赢德国盃，沙尔克04才得以挽回颜面。
2009/10赛季，沙尔克04获得德甲联赛亚军，这是该队近年来在德甲联赛的最佳战绩，也因此直接晋级2010/2011赛季欧洲冠军联赛小组赛。这一赛季的欧洲冠军联赛1/4决赛中，沙尔克04以两回合7比3的悬殊比分淘汰卫冕冠军国际米兰（客场5-2，主场2-1），首次晋级欧冠四强，然而好景不长，他们在随后的四强中被曼联淘汰。
2017/18年賽季，沙爾克04又奪歐冠資格，不過在2018/19年賽季歐冠16強被曼城雙殺。
2020/21賽季，沙爾克04延續上季16連不勝的低潮，以一波開季14連不勝穩居榜尾。直到2021年1月9日第15輪的比賽終於以4-0大勝賀芬咸取得賽季首場勝仗，但截至當日累積只有7分維持榜尾。這麼糟糕的表現降班是遲早的問題。
2021年4月20日，沙爾克04在德甲第30輪的比賽0-1負於比勒費爾德，持續一落千丈的表現，降班的事實亦無法改變，故提前確定2021/2022賽季降級至德乙。
2022年5月15日，沙爾克04德乙排名榜首奪冠，重新升班至德甲。
2022/23賽季，沙爾克04最終輪客場2-4不敵RB萊比錫，以倒數第二之排名再次降級至德乙。

## 大事紀年
| 年 份          | 事 項 |
| -------------- | --- |
| 1904年5月4日   | 盖尔森基兴的煤矿工人组织发起建立威斯特法伦1904沙尔克俱乐部（Sportclub Westfalia 1904 Schalke）。 |
| 1912年2月13日  | 與""体操会合并，体操会是德国西部足球协会的会员。 |
| 1924年1月5日   | 足球與體操分家，足球部採用沙尔克零四俱乐部（FC Schalke 04）為名；球隊顏色亦由紅黃改為藍白。 |
| 1925年5月3日   | 首場聯賽對多特蒙德以4-2獲勝。 |
| 1928年8月29日  | 遷入新球場 （幸运球场），这座球场的名字首字母“G”被用在了沙尔克04的队徽上。 |
| 1929年         | 因獲蓋爾森基興市在財政協助興建新球場，更名蓋爾森基興沙爾克零四足球會（FC Gelsenkirchen-Schalke 04）。 |
| 1930年8月25日  | 西德足球協會（WSV）裁定球隊付款給14名球員作為操練及比賽的報酬是違規職業行為，全部禁止出賽，同時將8名董事會成員驅逐出足球協會。球隊司庫投河自盡。預備隊球員代替停賽的一隊球員出賽。 |
| 1933年6月11日  | 首次闖入聯賽總決賽，以0-3負於杜塞尔多夫。 |
| 1934年6月24日  | 聯賽總決賽以2-1擊敗紐倫堡，首度奪標。 |
| 1935年6月23日  | 聯賽總決賽以6-4擊敗斯图加特，第二次奪標。 |
| 1935年12月8日  | 首次晉身德國杯決賽，以0-2負於紐倫堡。 |
| 1937年1月3日   | 再次晉身德國杯決賽，1-2負於VfB萊比錫。 |
| 1937年6月20日  | 聯賽總決賽以2-0擊敗紐倫堡，三度奪標。 |
| 1938年1月9日   | 晉身德國杯決賽，以2-1擊敗杜塞尔多夫，首次奪標兼成為首支德國雙料冠軍球隊。 |
| 1938年7月3日   | 聯賽總決賽3-3，重賽3-4負於漢諾威。 |
| 1939年6月18日  | 聯賽總決賽以9-0大勝維也納艾特米拿，四度奪標。 |
| 1940年7月21日  | 聯賽總決賽以1-0擊敗，五度奪標。 |
| 1941年6月22日  | 聯賽總決賽以3-0遙遙領先後反敗3-4給维也纳迅速。 |
| 1941年11月2日  | 晉身德國杯決賽，同年決賽兩度失利，以1-2負於。 |
| 1942年7月5日   | 聯賽總決賽以2-0擊敗维也纳迅速，報回上年一敗之辱，第六度奪標。 |
| 1942年11月15日 | 第五度晉身德國杯決賽，0-2負於。 |
| 1949年4月24日  | 聯賽排第十二位，因隊數由13隊增加到16隊而避免降級。 |
| 1951年4月29日  | 首次奪得西部頂級聯賽（Oberliga West）冠軍。 |
| 1955年5月21日  | 晉身德國杯決賽，以2-3負於。 |
| 1958年4月13日  | 西部頂級聯賽冠軍（第二次）。 |
| 1958年5月18日  | 聯賽總決賽以3-0擊敗漢堡，第七度奪標。 |
| 1963年8月24日  | 成立，沙尔克04成為創始成員。首場比賽以2-0擊敗。 |
| 1965年5月15日  | 德甲排第十六位，再次因增加隊數（由16隊加到18隊）而幸免降級。 |
| 1969年6月14日  | 第七度晉身德國杯決賽，但仍以失敗告終，这一次是以1-2負於拜仁慕尼黑。 |
| 1970年4月15日  | 晉身歐洲杯賽冠軍杯四強，兩回合累計2-5被曼城淘汰。 |
| 1972年6月28日  | 雖然累積52分的高分，仍然屈居拜仁慕尼黑（55分）之下只得德甲亞軍。 |
| 1972年7月1日   | 晉身德國杯決賽，以5-0擊敗，第二次奪標。 |
| 1972/1973年    | 因涉及德甲最大宗的非法操控賽果醜聞，沙尔克04在1971年4月17日以0-1負於 的比賽部分球員收受2,300万馬克報酬打假球，導致多名球員被德國足球協會（DFB）處罰停賽。 |
| 1973年8月4日   | 遷入花園體育場。 |
| 1977年5月21日  | 沙爾克零四（43分）僅以1分之微被（44分）壓過再次屈居德甲亞軍。 |
| 1981年6月13日  | 德甲排第十七位，降級德乙。 |
| 1982年5月29日  | 德乙聯賽冠軍，升回德甲。 |
| 1983年6月6日   | 不幸的再次降級德乙。 |
| 1984年6月9日   | 再次升回德甲。 |
| 1988年5月21日  | 第三次降級德乙。 |
| 1991年6月16日  | 缺席三年後重回德甲。 |
| 1994年12月5日  | 董事會改革完成及清付高達200萬馬克的債務。 |
| 1996年5月18日  | 德甲排在第三位，獲欧洲联盟杯的參賽席位。 |
| 1997年5月21日  | 欧洲联盟杯決賽兩回合累計1-1，点球大战中4-1擊敗國際米蘭，首奪歐洲比賽冠軍。 |
| 1998年3月17日  | 晉身欧洲联盟杯八強，再遇國際米蘭，兩回合累計1-2敗陣而回。 |
| 1998年5月9日   | 德甲以2-1擊敗 後確保連續三年的參賽席位。 |
| 2001年5月19日  | 整季表現出色，成為德甲入球最多失球最少的球隊。在最後一輪比賽，在兩度落後力追以5-3擊敗，同時舉行的拜仁慕尼黑對漢堡的比賽，直到補時漢堡仍以1-0領先，在94分鐘，因球證一個充滿爭議的回傳守門接球，給拜仁一個罰球導致入球追平，拜仁（63分）以1分之差粉碎沙尔克04（62分）的奪冠美夢。以德甲亞軍首獲歐聯參賽席位。 |
| 2001年5月26日  | 失落聯賽冠軍後一周進行自1972年來首次德國杯決賽，2-0擊敗丙組的柏林聯合，29年來首奪國內大賽冠軍。 |
| 2002年5月11日  | 再次晉身德國杯決賽，後來居上以4-2擊敗，成功衛冕冠軍。 |
| 2011年5月22日  | 晉身德國杯決賽，以5-0大勝杜伊斯堡，時隔9年再度奪得 德國盃冠軍。 |
| 2011年7月24日  | 在 德國超級盃迎戰 多特蒙德，雙方90分鐘戰成0:0，接著点球大战沙爾克04以4:3勝出，奪得隊史首座 德國超级盃冠軍。 |
| 2021年5月22日  | 德甲聯賽排第十八位，重返德甲近30年來首次降班德乙。 |
| 2022年5月15日  | 德乙聯賽冠軍，重新升班德甲。 |
| 2023年5月27日  | 德甲聯賽排第十七位，再次降班德乙。 |

## 魯爾區德比

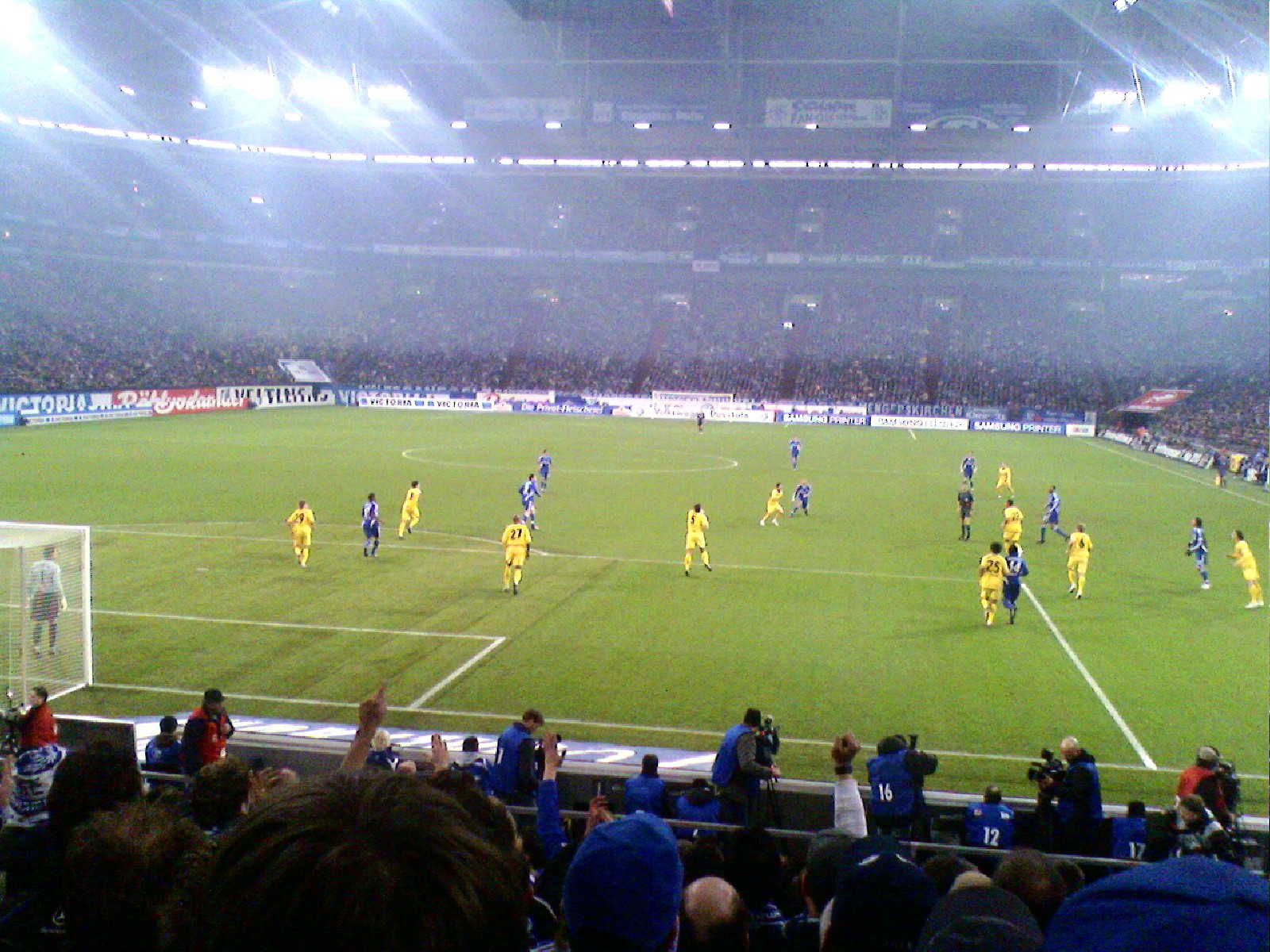
沙尔克对阵多特蒙德在德甲联赛在2009年。

位於德国西部北莱茵-威斯特法伦境內的城市群鲁尔区內兩支主要的球隊，沙爾克04和多特蒙德之間的對賽被稱為「魯爾區德比」。截至2012年年底，沙爾克04以56勝、34和、47負稍為佔優。

## 沙爾克04二隊
沙爾克04二隊是德甲聯賽上沙爾克04之下的預備隊，直到2005年之前，沙爾克04二隊都以沙爾克04業餘隊的姿態出場比賽。

## 主場球場

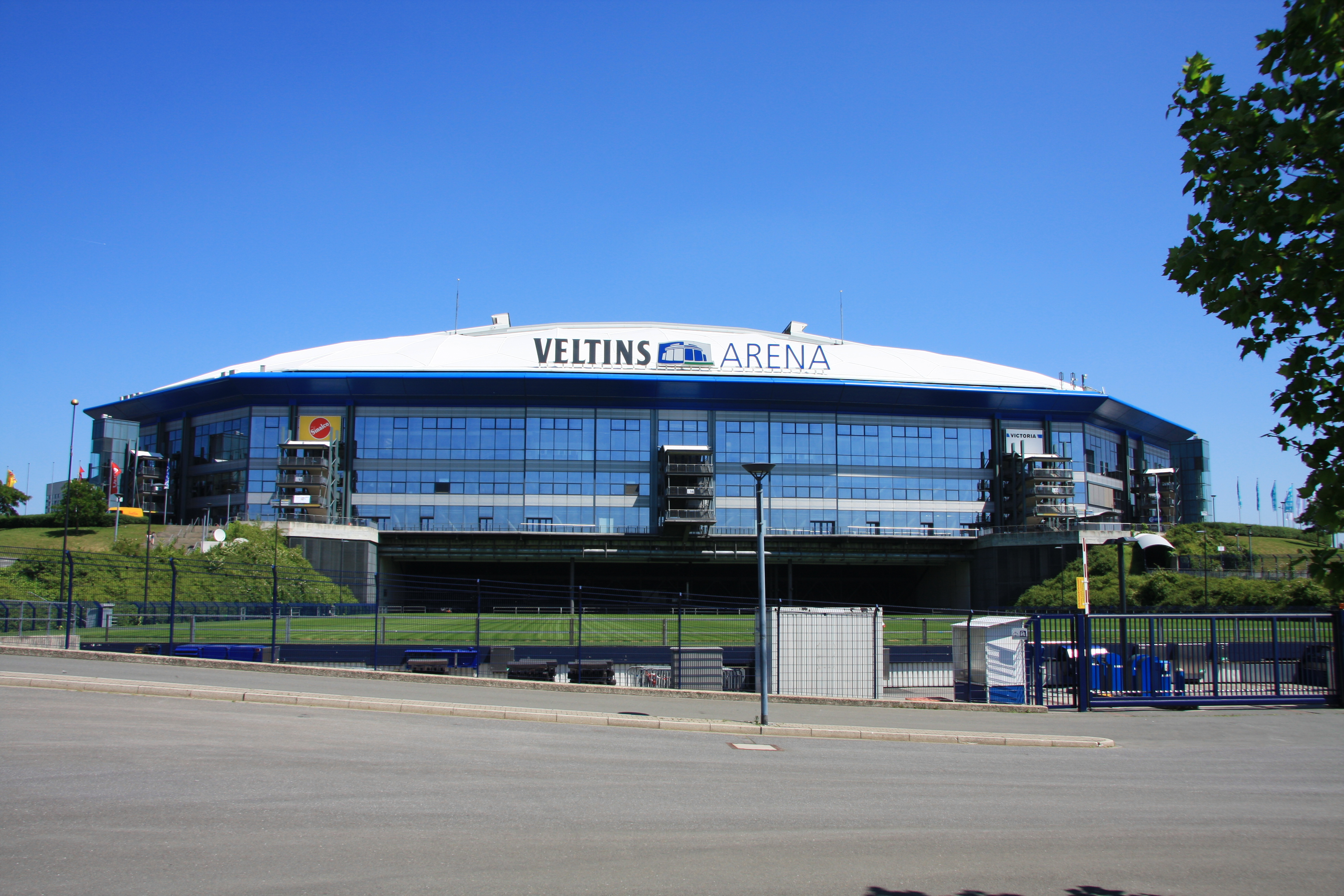
费尔廷斯竞技场

，原名傲赴沙尔克竞技场（Arena AufSchalke），在2001年揭幕成为沙尔克04的主场球场。在2006年世界杯足球赛中举办了四场小组赛及一场八強淘汰賽，同时亦为欧洲足协的五星级足球場。2005年7月1日將球场的命名权给予著名的德國啤酒厂。
沙尔克04原來的花园体育场在90年代開始老舊，当球队在1997年历史性首夺及2004年的百年會慶，球隊決定興建一座全新的多功能運動場，於1998年與德國的建築公司HBM簽定價值1,860萬歐元的承建合約。新球場位於花園體育場鄰近地區，但地盤地底800米為兩個煤礦礦井，避免影響球場結構而被迫將球場從最佳的南-北座向改為西南-東北向使球場與礦井平行。
維爾廷斯球場舉行聯賽時容量為61,481人（包括座席及立席），國際賽轉為全座席的容量為53,993人。72個行政廂房一整圈圍繞球場，分隔上下兩層看台。球場設有可開關鐵氟龍塗佈的玻璃纖維頂蓋，利用球場上24個鋼鐵支架支撐，除可擋雨及雪外，當舉行演唱會時可將向外聲音減低105分貝。草坪上方25米懸掛四面大屏幕，每面為35平方米。與日本的札幌巨蛋及荷蘭的加爾勒球場相同，草坪可在四小時內移出球場供舉行演唱會等用途。

## 球會榮譽
| 荣誉                         | 次数        | 年度                                                   |
| 本 土 聯 賽                  | 本 土 聯 賽 | 本 土 聯 賽                                            |
| ---------------------------- | ----------- | ------------------------------------------------------ |
| 德國錦標賽 冠軍              | 7           | 1934年, 1935年, 1937年, 1939年, 1940年, 1942年, 1958年 |
| 本 土 盃 賽                  |             |                                                        |
| 德國盃 冠軍                  | 5           | 1937年, 1972年, 2001年, 2002年, 2011年                 |
| 德國超級盃 冠軍              | 1           | 2011年                                                 |
| 德國聯賽盃 冠軍              | 1           | 2005年                                                 |
| 德國電信盃 冠軍              | 1           | 2010年                                                 |
| 歐 洲 賽 事 (決賽比數及對手) |             |                                                        |
| 冠軍                         | 1           | 1997年 4-1 對意大利國際米蘭（点球大战）                |
| 歐洲圖圖盃 冠軍              | 2           | 2003年，2004年                                         |

## 球員名單（2024/25）
1. 粗體字為新加盟球員
2. 者為傷患球員
3. 2024年夏季轉會窗為7月1日至9月2日

### 現役球員
| 號碼  | 國籍     | 球員名字                                | 位置     | 出生日期       | 加盟年份 | 前屬俱樂部   | 轉會費    |
| 門 將 | 門 將    | 門 將                                   | 門 將    | 門 將          | 門 將    | 門 將        | 門 將     |
| ----- | -------- | --------------------------------------- | -------- | -------------- | -------- | ------------ | --------- |
| 1     | 德国     | 拉爾夫·費爾曼（Ralf Fährmann）          | 門將     | 1988年9月27日  | 2011     | 法兰克福     | 自由轉會  |
| 28    | 德国     | 賈斯汀·希克倫（Justin Heekeren）        | 門將     | 2000年11月27日 | 2022     | 红白奥伯豪森 | 18萬歐元  |
| 32    | 德国     | 馬里烏斯·穆勒（Marius Müller）          | 門將     | 1993年7月12日  | 2023     | 盧塞恩       | 35萬歐元  |
| 34    | 奥地利   | 麥可·蘭格（Michael Langer）             | 門將     | 1985年1月6日   | 2017     | 諾高平       | 自由轉會  |
| --    | 德国     | （Loris Karius）                        | 門將     | 1993年6月22日  | 2025     | 纽卡斯尔联   | 自由轉會  |
| 後 衛 |          |                                         |          |                |          |              |           |
| 2     | 荷兰     | 湯瑪斯·歐維揚（Thomas Ouwejan）         | 左後衛   | 1996年6月24日  | 2021     | 阿爾克馬爾   | 200萬歐元 |
| 3     | 奥地利   | 里奧·格雷姆（Leo Greiml）               | 中後衛   | 2001年6月3日   | 2022     | 維也納迅速   | 自由轉會  |
| 5     | 英格兰   | 德里·默金（Derry Murkin）               | 左後衛   | 1999年7月27日  | 2023     | 福倫丹       | 80萬歐元  |
| 22    | 马里     | 易卜拉希馬·西塞（Ibrahima Cissé）       | 中後衛   | 2001年2月15日  | 2022     | 根特         | 自由轉會  |
| 25    | 德国     | 提莫·鮑姆加特爾（Timo Baumgartl）       | 中後衛   | 1996年3月4日   | 2023     | PSV燕豪芬    | 自由轉會  |
| 26    | 捷克     | 托馬斯·卡拉斯（Tomas Kalas)             | 中後衛   | 1993年5月15日  | 2023     | 布里斯托尔城 | 自由轉會  |
| 27    | 瑞士     | 塞德里克·布魯內爾（Cédric Brunner）     | 右後衛   | 1994年2月17日  | 2022     | 比勒費爾德   | 自由轉會  |
| 35    | 波兰     | 馬爾琴·卡明斯基（Marcin Kamiński）      | 中後衛   | 1992年1月15日  | 2021     | 斯图加特     | 自由轉會  |
| 41    | 德国     | 亨寧·馬特西亞尼（Henning Matriciani）   | 右后卫   | 2000年3月14日  | 2021     | 青年隊       | 不適用    |
| 中 場 |          |                                         |          |                |          |              |           |
| 6     | 德国     | 羅恩·沙倫貝格（Ron Schallenberg）       | 中場     | 1998年10月6日  | 2023     | 帕德博恩     | 200萬歐元 |
| 7     | 德国     | 保羅·塞金（Paul Seguin）                | 中場     | 1995年3月29日  | 2023     | 柏林联盟     | 75萬歐元  |
| 8     | 德国     | 丹尼·拉察（Danny Latza）                | 中場     | 1989年12月7日  | 2021     | 美因茨       | 自由轉會  |
| 10    | 德国     | 利諾·滕佩爾曼（Lino Tempelmann）        | 中場     | 1999年2月2日   | 2023     | 弗赖堡       | 40萬歐元  |
| 18    | 科索沃   | 貝利迪·伊德利奇（Blendi Idrizi）        | 進攻中場 | 1998年5月2日   | 2021     | 青年隊       | 不適用    |
| 24    | 德国     | 多米尼克·德雷克斯勒（Dominick Drexler） | 中場     | 1990年5月26日  | 2021     | 科隆         | 自由轉會  |
| 29    | 德国     | 托比亞斯·莫爾（Tobias Mohr）            | 左中場   | 1995年8月24日  | 2022     | 海登海姆     | 110萬歐元 |
| 前 鋒 |          |                                         |          |                |          |              |           |
| 9     | 德国     | 西蒙·特羅德（Simon Terodde）            | 中鋒     | 1988年3月2日   | 2021     | 汉堡         | 自由轉會  |
| 11    | 法國     | 布賴恩·拉斯梅（Bryan Lasme）            | 翼鋒     | 1998年11月14日 | 2023     | 比勒費爾德   | 自由轉會  |
| 14    | 日本     | 上月壮一郎（Kozuki Soichiro）           | 翼鋒     | 2000年12月22日 | 2023     | 青年隊       | 不適用    |
| 17    | 德国     | 優素福·卡巴達伊（Yusuf Kabadayı）       | 翼鋒     | 2004年2月2日   | 2023     | 拜仁慕尼黑   | 租借一年  |
| 19    | 土耳其   | 奇南·卡拉曼（Kenan Karaman）            | 翼鋒     | 1994年3月5日   | 2022     | 贝西克塔什   | 自由轉會  |
| 23    | 北馬其頓 | （Darko Churlinov）                     | 左翼     | 2000年7月11日  | 2024     | 伯恩利       | 租借半季  |
| 40    | 德国     | 塞巴斯蒂安·波爾特（Sebastian Polter）   | 中鋒     | 1991年4月1日   | 2022     | 波鴻         | 150萬歐元 |
| 42    | 德国     | 凱克·托普（Keke Topp）                  | 中鋒     | 2004年3月25日  | 2023     | 青年隊       | 不適用    |

### 外借球員
| 號碼             | 國籍             | 球員名字                          | 位置             | 出生日期         | 加盟年份         | 外借球會         | 外借年期         |
| 2023年夏季轉會窗 | 2023年夏季轉會窗 | 2023年夏季轉會窗                  | 2023年夏季轉會窗 | 2023年夏季轉會窗 | 2023年夏季轉會窗 | 2023年夏季轉會窗 | 2023年夏季轉會窗 |
| ---------------- | ---------------- | --------------------------------- | ---------------- | ---------------- | ---------------- | ---------------- | ---------------- |
| 23               | 德国             | 穆罕默德·艾丁（Mehmet-Can Aydın） | 右中場           | 2002年2月9日     | 2021             | 特拉布宗体育     | 租借一年         |

### 離隊球員
| 號碼             | 國籍             | 球員名字                             | 位置             | 出生日期         | 加盟年份         | 加盟俱樂部       | 轉會費           |
| 2024年夏季轉會窗 | 2024年夏季轉會窗 | 2024年夏季轉會窗                     | 2024年夏季轉會窗 | 2024年夏季轉會窗 | 2024年夏季轉會窗 | 2024年夏季轉會窗 | 2024年夏季轉會窗 |
| ---------------- | ---------------- | ------------------------------------ | ---------------- | ---------------- | ---------------- | ---------------- | ---------------- |
| 43               | 德国             | 艾桑·烏埃德拉奧戈（Assan Ouédraogo） | 中場             | 2006年5月9日     | 2023             | RB萊比錫         | 1,000萬歐元      |

## 著名球員
- 阿道夫·乌尔班（1930年代）
- 克勞斯·菲舍爾（Klaus Fischer，1970年—1980年）
- 奧拉夫·托恩（Olaf Thon，1980年—1988年、1994—2002年）
- 托尼·舒馬赫（1987年—1988年）
- 延斯·莱曼（1988年—1998年）
- 安德烈亞斯·穆勒（2000年—2003年）
- 馬克·威爾莫茨（Marc Wilmots，1996年—2000年，2001年—2003年）
- 埃米爾·姆蓬萨（2000年—2003年）
- 約爾格·博梅（Jörg Böhme，2000年—2004年）
- 艾爾顿（2004年—2005年）
- 埃布·桑德（Ebbe Sand，1999年—2006年）
- 克里斯蒂安·鲍爾森（2002年—2006年）
- 哈米德·阿爾滕托普（2003年—2007年）
- 林肯（2004年—2007年）
- 梅蘇特·奧斯爾（2006年—2008年）
- 文奴爾·紐亞（1991年—2011年）
- 伊萬·拉基蒂奇（2007年—2011年）
- 勞爾·岡薩雷斯·布蘭科（2010年—2012年）
- 貝尼迪克特·赫韋德斯（2007年—2018年）
- 亨特拉爾（2010年—2017年，2021年）

## 外部連結
- 沙尔克04官方网站 http://www.schalke04.de （页面存档备份，存于）
- 德甲官方网站 https://www.bundesliga.com/en/bundesliga （页面存档备份，存于）
- 沙尔克04足球俱乐部的新浪微博